# 1494
Évszázadok: 14. század – 15. század – 16. század
Évtizedek: 1440-es évek – 1450-es évek – 1460-as évek – 1470-es évek – 1480-as évek – 1490-es évek – 1500-as évek – 1510-es évek – 1520-as évek – 1530-as évek – 1540-es évek
Évek: 1489 – 1490 – 1491 – 1492 –  1493 – 1494 – 1495 – 1496 – 1497 – 1498 – 1499

## Események

### Határozott dátumú események
- január 12. – I. Katalin navarrai királynőt (ur.: 1483–1517) Pamplonában férjével, III. Jánossal együtt királlyá koronázzák.
- január 25. – II. Alfonz (I. Ferdinánd fia) trónra lépése Nápolyban. (Egy év múlva lemond a trónról.)
- május 4. – Kolumbusz Kristóf második expedícióján felfedezi Jamaicát.
- május 8. – II. Alfonzt Nápolyban királlyá koronázzák.
- május 31. – A tenerifei guancsok vereséget mérnek a hóditó spanyolokra az első acentejói csatában.
- június 7. – Spanyolország és Portugália megkötik a tordesillasi szerződést, melyben felosztják egymás között az Újvilágot.[1]
- október 22. – Ludovico Sforza, (I. Francesco fia) Milánó hercege lesz. (1499-ben megfosztják a tróntól, 1500-ban a franciák elfogják és haláláig bebörtönzik.)
- november 8. – A firenzeiek elűzik urukat II. Piero de’ Medicit és kikiáltják a köztársaságot (mely 1512-ig tart).

### Határozatlan dátumú események
- január – II. Ulászló magyar király Kinizsi Pált országbíróvá nevezi ki.[2]
- szeptember – Kinizsi seregével felmenti az ostromlott Nándorfehérvárt, majd átkel a Dunán és bevesz két török erősséget, de rövidesen meghal.[3]
- az év folyamán –
  - II. Ulászló hadat indít Újlaki Lőrinc ellen, Drágfy Bertalan erdélyi vajda elfoglalja Újlak várát.
  - Az itáliai háborúk kezdete.
  - Az aberdeeni egyetem alapítása.
- Nagyszombatban rituális gyilkossággal vádolják a zsidókat; 14 személyt ítélnek máglyahalálra.[4]

## Születések
- február 2. – Sforza Bona, I. Zsigmond lengyel király második felesége
- március 24. – Georg Agricola német tudós
- április 9. – François Rabelais francia humanista író
- szeptember 12. – I. Ferenc francia király, egy ideig Milánó hercege († 1547)
- november 6. – I. Szulejmán, az Oszmán Birodalom tizedik szultánja († 1566)

## Halálozások
- január 24. – I. Ferdinánd nápolyi király (* 1423)
- szeptember 29. vagy szeptember 24. – Angelo Ambrogini Poliziano humanista és költő (* 1454)
- október 22. – Gian Galeazzo Maria Sforza milánói herceg (* 1469)
- november 24. – Kinizsi Pál országbíró, hadvezér (* 1431)